# Cripta Imperial do Ipiranga
A Cripta Imperial do Ipiranga (também conhecido como Capela Imperial), situada no interior do Monumento à Independência do Brasil em São Paulo, é o lugar onde se encontram sepultados os restos mortais do primeiro imperador do Brasil, Pedro I e suas esposas, Maria Leopoldina e Amélia.

## Construção
Com o objetivo de abrigar os restos mortais dos primeiros imperadores do Brasil, em 1953, começou a ser construída no interior do Monumento à Independência, uma Cripta Imperial, onde seriam depositados os despojos da Imperatriz Leopoldina.
Em 2000 foi projetado pelo Departamento do Patrimônio Histórico (DPH) uma forma de acesso ao interior do monumento, onde está a cripta em que jazem os restos mortais, também conhecida como Capela Imperial. Tanto a cripta quanto o Monumento à Independência são geridos pela Secretaria Municipal de Cultura de São Paulo, pelo Museu da Cidade de São Paulo e pelo Departamento do Patrimônio Histórico.

## Consagração

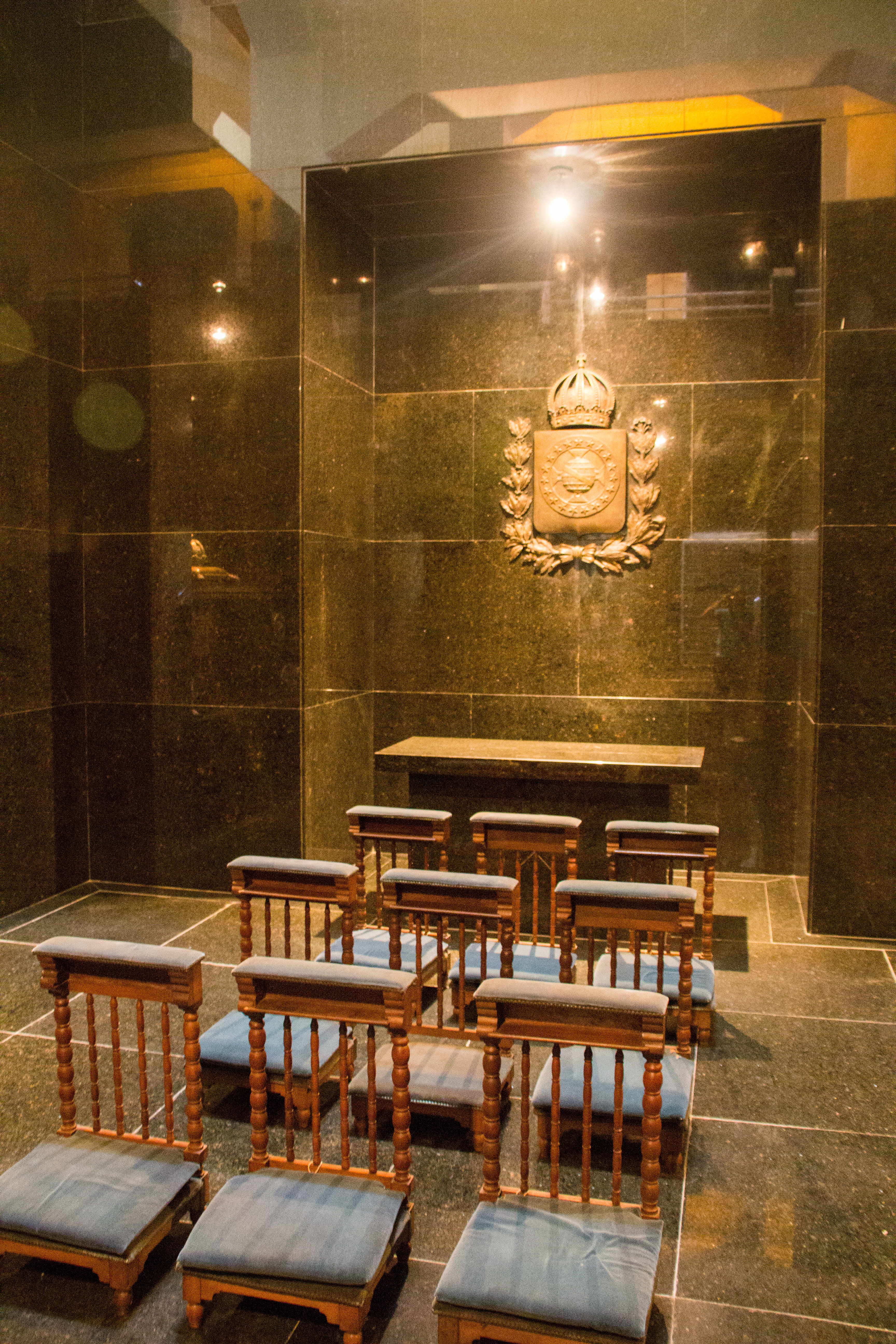
Altar religioso da Cripta Imperial

A Cripta Imperial é consagrada como capela católica, conforme exigido pelo então Chefe da Casa Imperial do Brasil, D. Pedro Henrique de Orléans e Bragança. Ele concordou em permitir a transferência dos corpos de seus ancestrais para o monumento com a condição de que o local fosse consagrado como um local de sepultamento católico, com um altar católico, onde as missas pudessem ser realizadas.

## Translados

Traslado do corpo de D. Pedro I para o Brasil

A cripta foi inaugurada trinta e seis anos depois do Monumento a Independência, em 1953. Já no ano seguinte, a Cripta recebeu o corpo da imperatriz Leopoldina que foi transferido do Mausoléu do Convento de Santo Antônio, no Rio de Janeiro, onde ficavam a maioria dos vestígios do Brasil Imperial.
Apenas em 1972, depois de grande resistência do governo português, o presidente Américo Tomás aceitou enviar o corpo do imperador D. Pedro I, que estava depositado no Panteão dos Braganças em Lisboa, para o Brasil, com a condição de que o coração de D. Pedro permanecesse em Portugal, na Igreja da Lapa, no Porto.
Em 1984, a Cripta recebeu o restos mumificados da Imperatriz Amélia, segunda esposa de D. Pedro I.

## Sepultados
| Imagem | Nome                        | Falecimento                    | Sepultamento          | Túmulo |
| ------ | --------------------------- | ------------------------------ | --------------------- | ------ |
|        | Pedro I                     | 24 de setembro de 1834 35 anos | 7 de setembro de 1972 |        |
|        | Maria Leopoldina da Áustria | 11 de dezembro de 1826 29 anos | 12 de outubro de 1954 |        |
|        | Amélia de Leuchtenberg      | 26 de janeiro de 1873 60 anos  | Abril de 1982         |        |